# Aspidonitys irrigata
Aspidonitys irrigata är en insektsart som beskrevs av Karsch 1899. Aspidonitys irrigata ingår i släktet Aspidonitys och familjen Eurybrachidae. Inga underarter finns listade i Catalogue of Life.